# Abatus agassizii
Abatus agassizii là một loài cầu gai thuộc họ Schizasteridae. Loài này thuộc chi Abatus và sống ở biển. Abatus agassizii được Georg Pfeffer mô tả khoa học lần đầu tiên năm 1889.
Abatus agassizii là một loài cầu gai khác thường. Môi trường sống của loài này chủ yếu bao gồm đảo Nam Georgia và quần đảo Nam Shetland. Do môi trường sống ở khu vực Nam Cực, loài này thể hiện khả năng thích nghi mạnh mẽ với sự thu hẹp và mở rộng của vỉa băng lục địa Nam Cực.